# Edwin Corley
Pour les articles homonymes, voir Corley.
Edwin Corley, né le 22 octobre 1931 à Bayonne dans le New Jersey et mort le 7 novembre 1981 à Gulfport dans le Mississippi, est un écrivain américain. Il utilise plusieurs pseudonymes, William Judson, Patrick Buchanan, David Harper, Will Collins.

## Biographie
En trichant sur son âge, il s'engage dans l'United States Air Force vers la fin de la Seconde Guerre mondiale. En poste à Tinian puis au Japon, il écrit pour Stars and Stripes. Il est démobilisé en 1952 et effectue plusieurs métiers comme chauffeur de camion, metteur en scène de théâtre, rédacteur publicitaire…
En 1969, il publie son premier roman Siege puis, en 1970, le best-seller The Jesus Factor. Il se consacre alors entièrement à l'écriture utilisant différents pseudonymes selon le genre littéraire.
Sous le nom de David Harper, il publie en 1970 Hijacked adapté en 1972 sous le titre Alerte à la bombe (Skyjacked) dans une réalisation de John Guillermin avec Charlton Heston et James Brolin.
En 1970, avec A Murder of Crows signé Patrick Buchanan, il commence une série de quatre romans mettant en scène Charité Tucker, journaliste de la télévision faisant équipe avec Ben, un détective privé pour enquêter sur divers meurtres.
En 1974, avec la signature William Judson, il publie Cold River adapté en 1982 sous le même titre dans une réalisation de Fred G. Sullivan. Sous le même pseudonyme, il écrit en 1975 Les Saigneurs du village (Kilman’s Landing) qualifié de « curieux roman, qui mêle politique-fiction, suspense, angoisse et mystère, [se lisant] d4une traite tant il est captivant et parfois envoûtant » par Claude Mesplède. Ce roman est adapté sous le titre Tout est calme par Jean-Pierre Mocky en 2000.
En 1976, paraît Grizzly signé Will Collins qui est une novélisation du film éponyme.
En 1977, il publie Sargasso, un thriller.
Il décède de maladie en novembre 1981 quatre mois après sa femme.

## Œuvre

### Romans signé Edwin Corley
- Siege, 1969
- The Jesus Factor, 1970
- Farewell, My Slightly Tarnished Hero, 1971
- Acapulco Gold, 1972
- Shadows, 1975
- Combat Pay, 1976 (coécrit avec Robin Moore)
- Sargasso, 1977
  - Sargasso, collection Super+Fiction, Éditions Albin Michel , 1979
- Air Force One, 1978
- The Genesis Rock, 1980
- Long Shots, 1981
- The Glory Wagon, 1981

### Romans signé David Harper
- Hijacked, 1970 (autre titre Skyjacked)
- Big Saturday, 1971
- The Green Air, 1973
- The Patchwork Man, 1975
- The Hanged Men, 1976
- The Last Superbowl, 1976 (coécrit avec Robin Moore)
- The Drowned Men, 1981

### Romans signé Patrick Buchanan
- A Murder of Crows, 1970
- A Parliament of Owls, 1971
- A Requiem of Sharks, 1973
- A Sounder of Swine  (1974

### Romans signé William Judson
- Alice and Me, 1973
- Winter Kill, 1974
- Cold River, 1974
- Kilman’s Landing, 1976
- Les Saigneurs du village, Super noire no 75, 1977

### Romans signé Will Collins
- Grizzly, 1976

## Adaptations
- 1972 : Alerte à la bombe (Skyjacked), film américain, adaptation de Hijacked réalisée par John Guillermin
- 1982 : Cold River, film américain, adaptation du roman homonyme réalisée par Fred G. Sullivan
- 2000 : Tout est calme, film français, adaptation de Kilman’s Landing réalisée par Jean-Pierre Mocky

## Sources
- Claude Mesplède, Les années "Série noire" bibliographie critique d'une collection policière, t. 4 : 1972-1982, Amiens, Encrage, coll. « Travaux » (no 25), 1995, 318 p. (ISBN 978-2-906389-63-2), p. 172.
- Claude Mesplède et Jean-Jacques Schleret, SN, voyage au bout de la Noire : inventaire de 732 auteurs et de leurs œuvres publiés en séries Noire et Blème : suivi d'une filmographie complète, Paris, Futuropolis, 1982 (OCLC 11972030), p. 210